# Kamtchatka (fleuve)
Pour les articles homonymes, voir Kamtchatka (homonymie).
Le Kamtchatka (en russe : Камча́тка), dans le cours supérieur Oziornaïa Kamtchatka, est un fleuve long de 758 km qui coule dans la péninsule du Kamtchatka, à l'est de la Russie, et se jette dans l'océan Pacifique. La rivière est riche en saumons qui remontent chaque année le cours d'eau par millions ; ceux-ci constituaient auparavant une des bases de la nourriture de la population indigène des Itelmènes.

## Étymologie
Kamtchaka, littéralement en ancien russe petite kamtchak, la kamtchak étant un tissu de soie brodée sur une trame de soie dont les types les plus connus sont le brocart et le damas, est une déformation de l'exonyme par lequel les Koryaks désignaient leurs voisins méridionaux habitant le long des rives de ce fleuve, les Kamtchadales. Il est fréquent que des mots échangés avec les autochtones, tout en étant compris de travers, soient réinterprétés dans la langue du conquérant avide de toponymes, ici peut être avec l'idée d'un fleuve ressemblant à un ruban de soie.

## Géographie
Le fleuve prend sa source au sud de la péninsule dans les monts Malkinski qui appartiennent à la chaîne Centrale (Sredny khrebet) puis coule du sud-ouest au nord-est dans la dépression située entre les chaînes Centrale et Orientale avant d'obliquer vers l'est pour contourner le volcan Klioutchevskoï. Un peu plus loin il se jette dans le Pacifique nord, à l'extrémité nord de la baie du Kamtchatka, non loin d'Oust-Kamtchatsk.

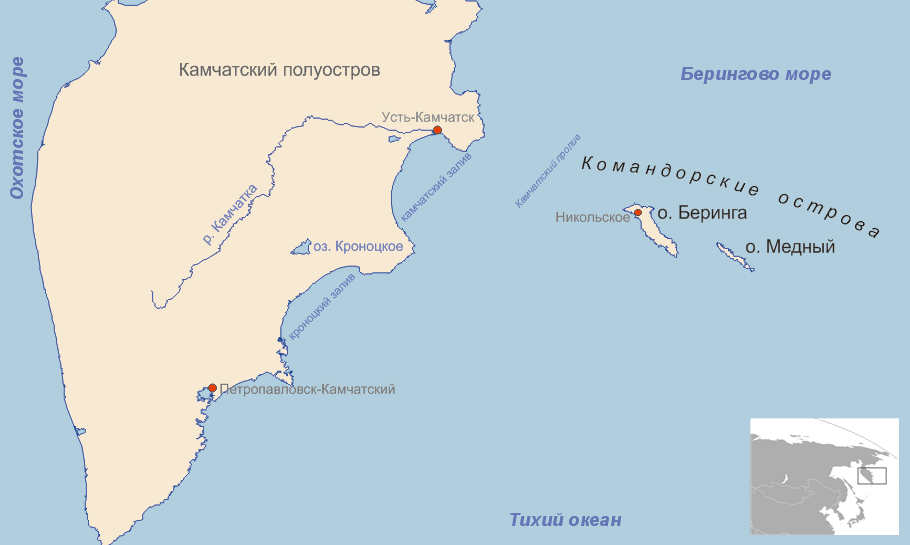
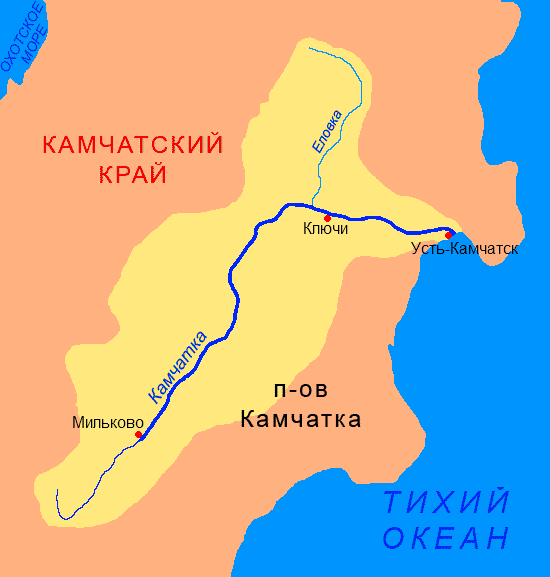

## Hydrologie
Le fleuve Kamtchatka possède un régime nival de plaine. Son débit est cependant beaucoup plus pondéré que celui de la plupart des fleuves sibériens. Il connait une période de hautes eaux durant les trois mois de l'été avec un maximum de 1 710 m3/s en juillet. Son débit mensuel décroit ensuite régulièrement pour descendre à 396 m3/s en mars.

### Sources
1. ↑  « Kamka », in E. V. Slavoutitch, Військовий костюм в Українській козацькій державі: УНІФОРМОЛОГІЧНИЙ СЛОВНИК, p. 109-110, Institut d'histoire de l'Académie nationale des sciences d'Ukraine, Kiev, 2012.
2. ↑  La Kamtchatka à Klyoutchi